# Tìm lại nụ cười
Tìm lại nụ cười (tiếng Hàn: 스마일 어게인; Romaja: Seumail Eogein) là một bộ phim truyền hình Hàn Quốc 2006 với sự tham gia của diễn viên Lee Dong-gun, Kim Hee-sun, Lee Jin-wook và Yoon Se-ah. Phim được chiếu trên SBS từ 17 tháng 5 đến 6 tháng 6 năm 2006 vào thứ 4&5 lúc 21:55 gồm 16 tập.

## Phân vai

### Vai chính
- Kim Hee-sun vai Oh Dan-hee
- Lee Dong-gun vai Ban Ha-jin
- Lee Jin-wook vai Yoon Jae-myung
- Yoon Se-ah vai Choi Yu-kang

### Vai phụ
- Kim Bo-yeon vai Sara Jung / Jung Ye-boon
- Im Chae-moo vai Oh Joong-man
- Hong Ji-young vai Oh Yeon-gyo
- Jo Hye-ryun vai Kim Ok-joo
- Lee Eun-hee vai Hong Young-ah
- Im Hyun-kyung vai Park Chan-hee
- Lee Young-jin vai Jung Hyun-soo
- Jo Dal-hwan vai bạn của Ha-jin
- Huh E-jae
- Park Yong-ki
- Choi Beom-ho